# Katja Ruotsalainen Hiipakka
Katja Ruotsalainen Hiipakka, gebürtig  Hiipakka (* 17. September 1977 in Jurva) ist eine ehemalige finnische Skilangläuferin.

## Werdegang
Ruotsalainen Hiipakka, die für den Teuvan Rivakka startete, debütierte im November 2002 in Kuusamo im Skilanglauf-Weltcup und belegte dabei den 52. Platz über 10 km klassisch. Ihr erstes Rennen im Continental-Cup lief sie im Januar 2003 in Stockvik, welches sie auf dem zehnten Platz über 5 km Freistil beendete. Im folgenden Monat erreichte sie in Hommelvik mit dem dritten Platz über 5 km klassisch ihre erste Podestplatzierung im Continental-Cup. In der Saison 2004/05 kam sie im Scandinavian-Cup mit drei Top-Zehn-Platzierungen auf den 12. Platz in der Gesamtwertung. Im März 2005 holte sie in Lahti mit dem 29. Platz im Sprint ihre ersten Weltcuppunkte. In ihrer letzten aktiven Saison 2005/06 belegte sie im Scandinavian-Cup zweimal den dritten und dreimal den zweiten Platz und gewann damit zum Saisonende die Gesamtwertung. Im März 2006 erreichte sie in Falun mit dem 22. Platz im Skiathlon ihre beste Platzierung im Weltcup. Im selben Monat absolvierte sie in Oslo ihr 13. und damit letztes Weltcuprennen, welches sie auf dem 28. Platz über 30 km Freistil beendete.